# Apple TV
Apple TV es un receptor digital multimedia diseñado, fabricado y distribuido por Apple Inc. El reproductor está diseñado para reproducir contenido multimedia digital desde la iTunes Store, Apple TV+, YouTube, Flickr, iCloud, Vimeo, Netflix o de un ordenador con macOS o Windows con iTunes en una televisión de alta definición.

## Historia
El producto fue anunciado por primera vez en una presentación para la prensa en San Francisco, California el 12 de septiembre de 2006, cuando Steve Jobs director ejecutivo de Apple Inc. anunció tanto este producto como la quinta generación de iPod, la inclusión de películas en la iTunes Store (solo disponible en ciertos países) y el lanzamiento de la versión siete del programa iTunes. En este evento al producto se le denominó iTV.
Durante la presentación de productos dentro de la Macworld el 9 de enero de 2007, Jobs anunció el comienzo de la distribución comercial del producto, iniciándose sus envíos a partir del 21 de marzo de 2007. Una segunda versión con un disco duro de mayor capacidad (160 GB) se empezó a comercializar a partir del 31 de mayo de 2007.
El 15 de enero de 2008, durante la Macworld 2008, se anunció una actualización del software. La actualización gratuita incluía la interacción con el sitio web Flickr y .Mac o alquiler de películas a través de la iTunes Store.
En julio de 2008, tras la salida del iPhone 3G y de MobileMe, salió una actualización para adaptar el Apple TV a este último.
Apple usa QuickTime 7 y por eso no es compatible con los vídeos más recientes disponibles en iTunes Store (requieren el uso de QuickTime X).
El 1 de septiembre de 2010, durante el evento musical especial de la compañía, se presenta el nuevo y rediseñado Apple TV 2ª generación, a un precio de 99 dólares.

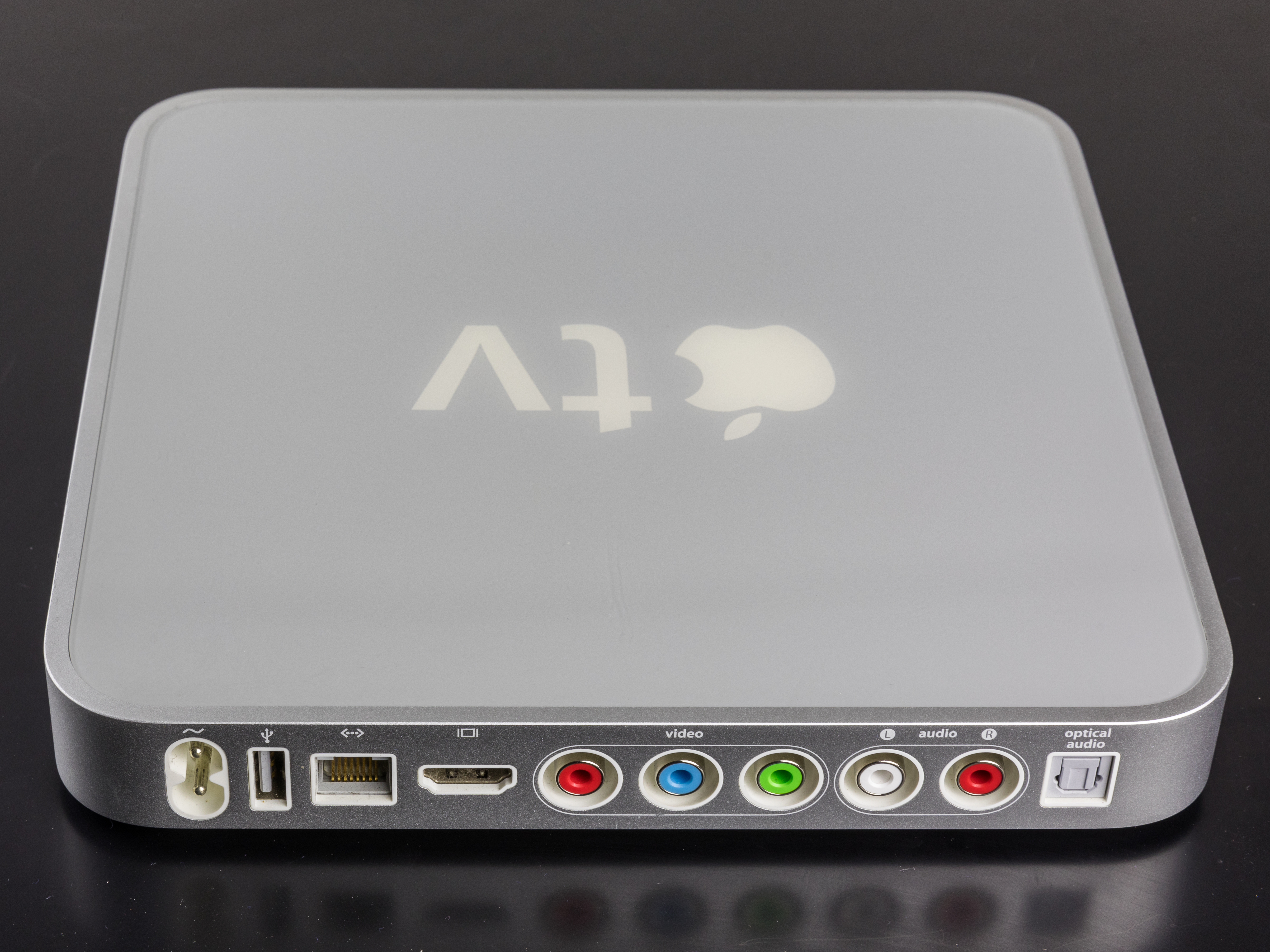
Apple TV de 1ª generación. Vista trasera.
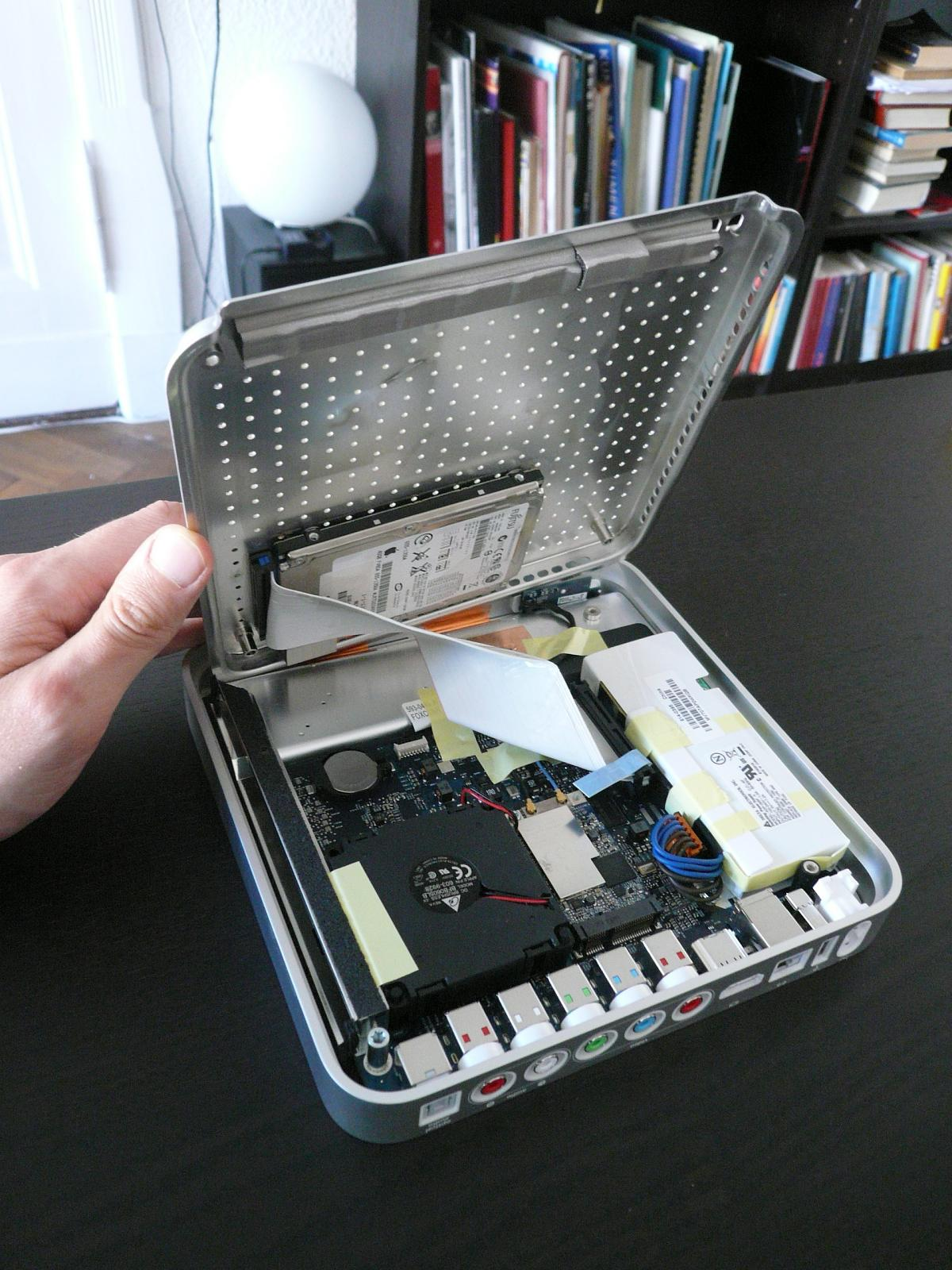
Apple TV de 1ª generación. Vista interna.
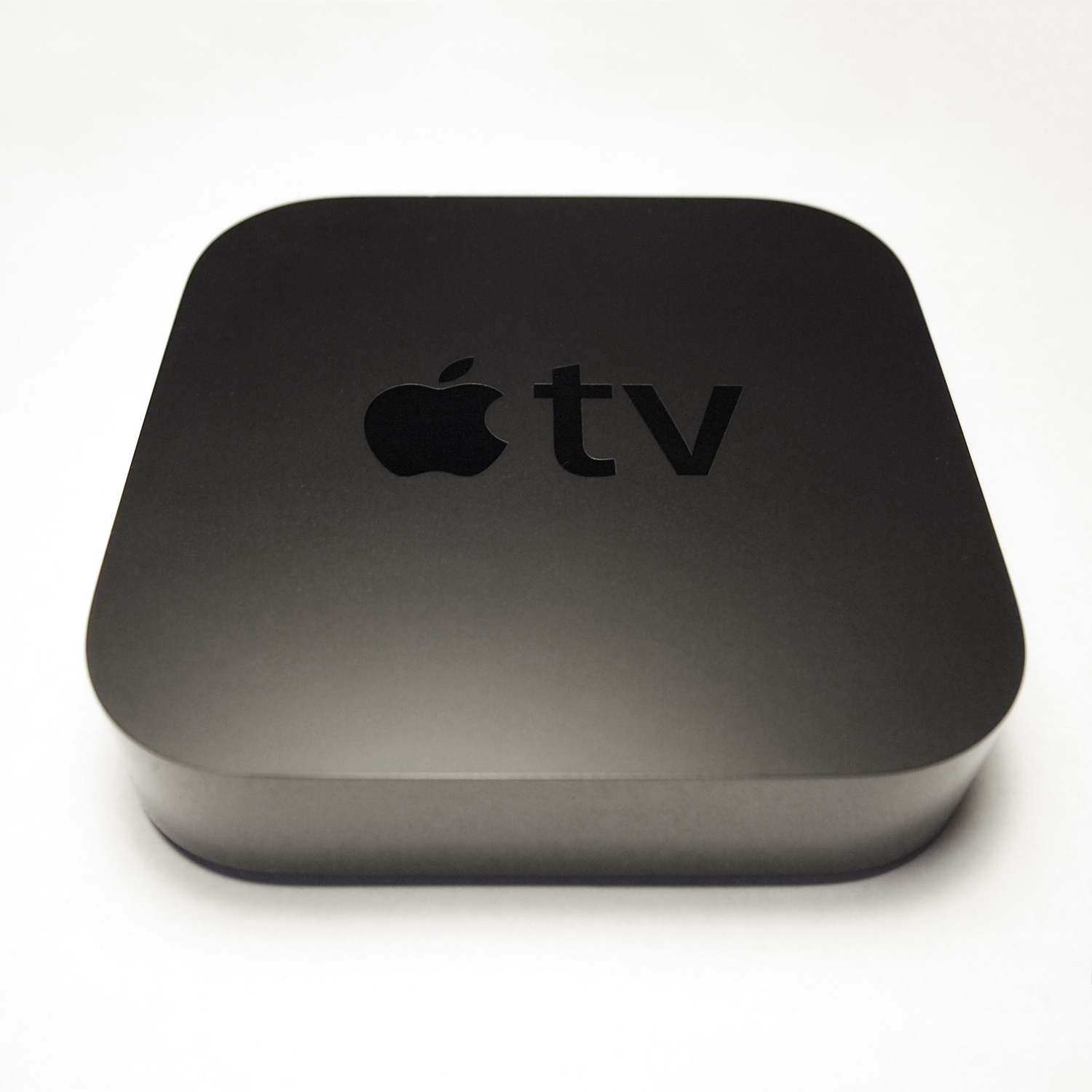
Apple TV de 2ª generación. Vista superior.
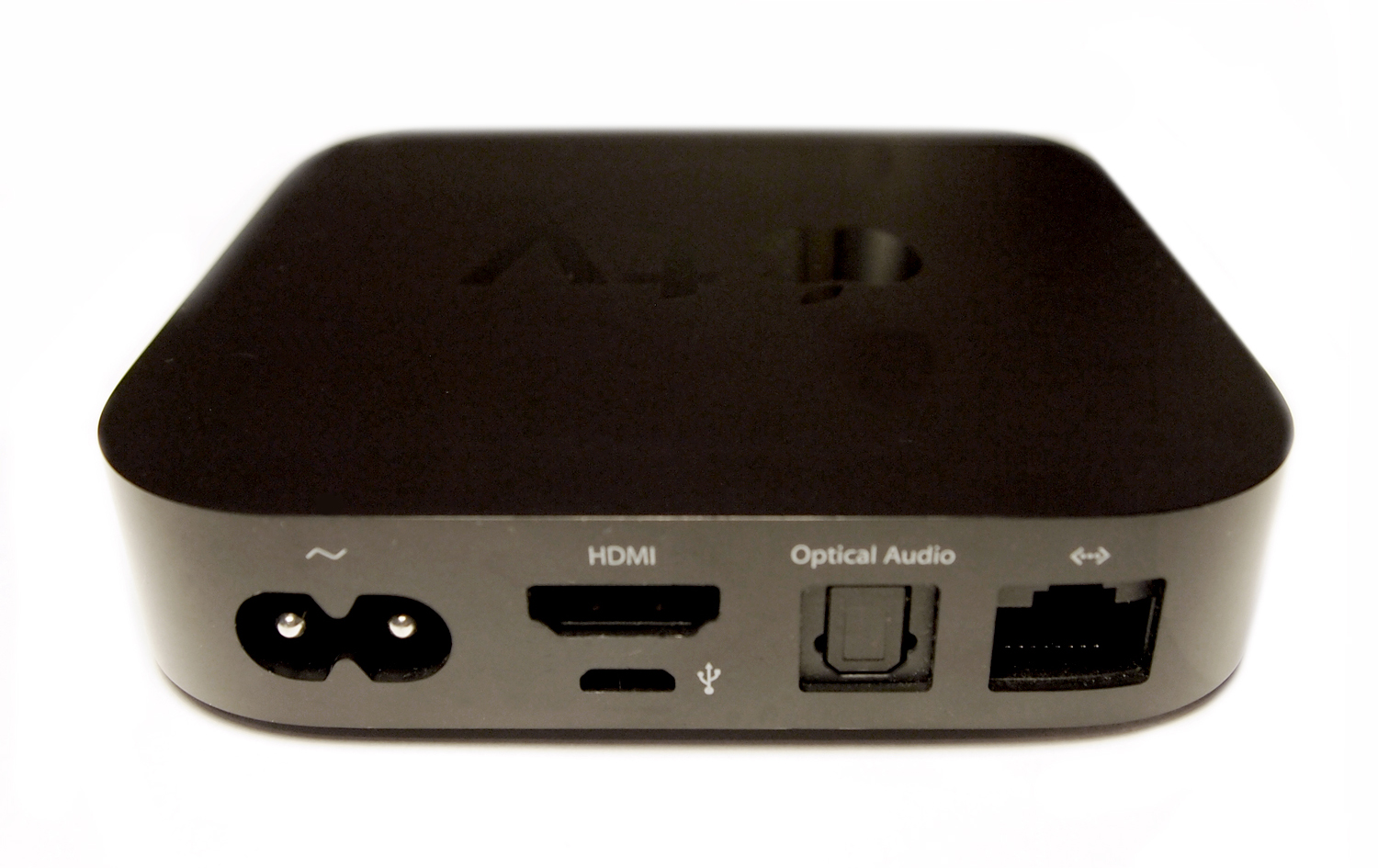
Apple TV de 2ª generación. Vista trasera.

## Especificaciones técnicas
| Descontinuado | Actual |

| Modelos                                            | 1ª generación | 2ª generación                                                                                                 | 3ª generación                                                                                                 | 3ª generación Rev. A                                                                                          | 4ª generación                                                                 |
| -------------------------------------------------- | --- | --- | --- | --- | ----------------------------------------------------------------------------- |
| Fecha de lanzamiento                               | 9 de enero de 2007 | 1 de septiembre de 2010                                                                                       | 7 de marzo de 2012                                                                                            | 28 de enero de 2013                                                                                           | 28 de octubre de 2015                                                         |
| Discontinuado                                      | 1 de septiembre de 2010 | 7 de marzo de 2012                                                                                            | 10 de marzo de 2013                                                                                           | 5 de octubre de 2016                                                                                          | En producción                                                                 |
| Número de modelo - ID de modelo - Número de pedido | A1218 - AppleTV1,1 - MA711LL/A | A1378 - AppleTV2,1 - MC572LL/A                                                                                | A1427 - AppleTV3,1 - MD199LL/A                                                                                | A1469 - AppleTV3,2 - MD199LL/A                                                                                | A1625 - AppleTV5,3 - MGY52FD/A (32GB) MLNC2FD/A (64GB)                        |
| Procesador                                         | 1 GHz Intel "Crofton" Pentium M | Apple A4 (ARM Cortex-A8)                                                                                      | Apple A5 (Un único núcleo ARM Cortex-A9, dos núcleos, uno de ellos deshabilitado)                             | Apple A5 (ARM Cortex-A9) Un único núcleo (Rediseño de la versión A5 con doble núcleo).                        | Apple A8                                                                      |
| Gráficos                                           | Nvidia GeForce Go 7300 con 64 MB de VRAM | Apple A4 (PowerVR SGX535)                                                                                     | Apple A5 (PowerVR SGX543MP2)                                                                                  | Apple A5 (PowerVR SGX543MP2)                                                                                  | Apple A8 (PowerVR Series 6XT GX6450)                                          |
| Memoria                                            | 256 MB a 400 MHz DDR2 SDRAM | 256 MB | 512 MB | 512 MB | 2 GB                                                                          |
| Almacenamiento                                     | 40 o 160 GB de disco duro | 8 GB NAND Flash para Cache                                                                                    | 8 GB NAND Flash para Cache                                                                                    | 8 GB NAND Flash para Cache                                                                                    | 32 o 64 GB de memoria flash                                                   |
| Conectividad                                       | USB 2.0 (oficialmente su uso es solo para el diagnóstico, pero muchos hackers han conseguido usarlo para conectar discos duros o teclados al Apple TV), infrarrojos, HDMI, vídeo por componente, audio óptico TOSLINK | Bluetooth, Micro-USB (reservado para diagnóstico y servicio), HDMI, receptor infrarrojo, audio óptico TOSLINK | Bluetooth, Micro-USB (reservado para diagnóstico y servicio), HDMI, receptor infrarrojo, audio óptico TOSLINK | Bluetooth, Micro-USB (reservado para diagnóstico y servicio), HDMI, receptor infrarrojo, audio óptico TOSLINK | USB Type-C (reservado para diagnóstico y servicio), HDMI, receptor infrarrojo |
| Redes                                              | Wi-Fi (802.11b/g y draft-n), 10/100 Ethernet | Wi-Fi (802.11a/b/g/n), 10/100 Ethernet                                                                        | Wi-Fi (802.11a/b/g/n), 10/100 Ethernet                                                                        | Wi-Fi (802.11a/b/g/n), 10/100 Ethernet                                                                        | Wi-Fi (802.11a/b/g/n/ac), 10/100 Ethernet, Bluetooth, Airplay                 |
| Salidas                                            | 720p sobre HDMI, vídeo por componentes 480p 60 Hz (NTSC) (480i 60 Hz es soportado extraoficialmente) | 720p 60/50 Hz (NTSC/PAL), 576p 50 Hz (PAL) solo sobre HDMI                                                    | 1080p/1080i/720p/480p solo sobre HDMI, compatible con HDCP                                                    | 1080p/1080i/720p/480p solo sobre HDMI, compatible con HDCP                                                    | 1080p/1080i/720p/480p solo sobre HDMI, compatible con HDCP                    |
| Audio                                              | audio óptico TOSLINK (48 kHz maximum sample rate), HDMI, audio analógico estéreo RCA | audio óptico (48 kHz fixed sample rate), HDMI                                                                 | audio óptico (48 kHz fixed sample rate), HDMI                                                                 | audio óptico (48 kHz fixed sample rate), HDMI                                                                 | HDMI                                                                          |
| Alimentación                                       | Fuente universal incorporada de 48W | Fuente universal incorporada de 6W                                                                            | Fuente universal incorporada de 6W                                                                            | Fuente universal incorporada de 6W                                                                            | Fuente universal incorporada de 11W                                           |
| Dimensiones                                        | 1,1 plg (27,9 mm) (h) 7,8 plg (198,1 mm) (w) 7,8 plg (198,1 mm) (d) | 0,91 plg (23,1 mm) (h) 3,9 plg (99,1 mm) (w) 3,9 plg (99,1 mm) (d)                                            | 0,91 plg (23,1 mm) (h) 3,9 plg (99,1 mm) (w) 3,9 plg (99,1 mm) (d)                                            | 0,91 plg (23,1 mm) (h) 3,9 plg (99,1 mm) (w) 3,9 plg (99,1 mm) (d)                                            | 1,3 plg (33,0 mm) (h) 3,9 plg (99,1 mm) (w) 3,9 plg (99,1 mm) (d)             |
| Peso                                               | 2,4 lb (1,1 kg) | 0,6 lb (0,3 kg)                                                                                               | 0,6 lb (0,3 kg)                                                                                               | 0,6 lb (0,3 kg)                                                                                               | 0,9 lb (0,4 kg)                                                               |
| Sistemas operativos originales                     | Versión modificada de Mac OS X 10.4"Tiger" | Apple TV Software 4.0 (basado en iOS 4.1)                                                                     | Apple TV Software 4.2 (basado en iOS 5.1)                                                                     | Apple TV Software 5.2 (based on iOS 6.1)                                                                      | tvOS 9.0 (basado en iOS 9)                                                    |
| Sistema operativo actual                           | Versión modificada de Mac OS X 10.4"Tiger" | Apple TV Software 7.1.2 (basado en iOS 7)                                                                     | Apple TV Software 8.4.4 (basado en iOS 8)                                                                     | Apple TV Software 8.4.4 (basado en iOS 8)                                                                     | tvOS 12.0 (basado en iOS 12)                                                  |

## iCloud
El Apple TV puede usar la característica de iCloud llamada "Fotos en Streaming" mediante el cual al hacer fotos con un dispositivo iOS estas fotos se enviaran vía push al Apple TV y se podrán ver en la televisión.

## Accesorios
- Cable de HDMI a HDMI
- Cable de HDMI a DVI
- Cable de vídeo por componentes
- Cable de audio analógico
- Cable óptico TOSLINK
- Cable de RCA a HDMI
- Estación Base AirPort Extreme
- AppleCare Protection Plan

## Formatos soportados
Apple TV soporta imagen, video y sonido.
Video
- H.264 a más de 720p con 30 fps
- MPEG-4 a más de 720 x 432 (432p) o 640 x 480 pixeles con 30 fps
- Motion JPEG a más de 720p a 30 fps

Imagen
- JPEG
- GIF
- TIFF

Audio
- HE-AAC (V1)
- AAC (16-320 kbit/s)
- FairPlay (DRM) Protegido AAC
- MP3 (16-320 kbit/s, con VBR)
- Apple Lossless
- AIFF
- WAV

Al intentar sincronizar contenido no compatible con el Apple TV se elaborará un mensaje de error de iTunes.

## Control remoto
El 10 de julio de 2008, Apple lanzó Apple Remote, una aplicación gratuita que permite al iPad, iPhone e iPod Touch controlar la biblioteca de iTunes en el Apple TV a través de Wi-Fi.
Apple TV se puede controlar prácticamente con cualquier mando a distancia por infrarrojos o vinculados con el mando Apple Remote incluido para evitar las interferencias de otros mandos a distancia. Con cualquier control remoto se puede reproducir el volumen y la música.

## Contenido y programación
En toda Latinoamérica, los usuarios pueden acceder a canales de distintos operadores, como: Apple TV+, Netflix, Amazon Prime Video, Disney+, Star+, HBO Max, App Store, YouTube, Vimeo, Flickr, iCloud, Apple Music, iTunes, Spotify, entre otros.